# Русские путешественники в странах Востока
«Русские путешественники в странах Востока» — книжная серия Главной редакции восточной литературы (ГРВЛ) издательства «Наука» (Москва), представляющая собой комментированные и снабжённые справочным аппаратом публикации путевых заметок, дневников русских путешественников XVII—начала XX вв.
Формат: 84x108/32 (~130х205 мм).

## История
В феврале 1957 года начало работу созданное Постановлением Президиума АН СССР Издательство восточной литературы (ИВЛ). В 1964 оно было преобразовано в Главную редакцию восточной литературы (ГРВЛ) издательства «Наука».
С 1992 в качестве издательской фирмы «Восточная литература» стало подразделением ВО «Наука», затем Академиздатцентра «Наука» РАН.
С первых лет существования ИВЛ существенную долю в его тематических планах составляли серийные издания. Так, уже в 1958 вышли три книги из серии «Русские путешественники в странах Востока»: 
- В старом Китае. Дневники путешествия 1907 г. (академика В. М. Алексеева),
- По Корее. Путешествия 1885-1896 гг.,
- Хожение купца Федота Котова в Персию (описание путешествия XVII в.).

Издание этой серии продолжалось и в последующие десятилетия.
В 1959 были основаны сразу три серии. Одну из них — «Страны и народы Востока» — составили тематические сборники, посвящённые какому-либо региону либо отдельной стране. За 30 лет — до 1989 включительно — в ней увидели свет 26 выпусков. Выпуски XXVII - XXX вышли в 1990-е годы в Санкт-Петербурге, очередной XXXI выпуск снова подготовила московская издательская фирма.
Вторая серия «Языки народов Азии и Африки» была начата в 1959 профессором Г. П. Сердюченко (1904—1965). Составляющие её очерки посвящены описанию современных языков Востока (и их диалектов), а также языков древности и средневековья. Увидели свет 139 книг, издание продолжается.
Третья серия «Памятники письменности Востока» (до 1965 - «Памятники литературы народов Востока») примечательна тем, что многие читатели впервые познакомились с тем или иным памятником Востока по публикациям именно в ней; черный с бронзой переплет серийного оформления стал узнаваем почти так же, как переплёт знаменитой академической серии «Литературные памятники».

## Книги серии

### Издательство восточной литературы
- Алексеев В. М. В старом Китае. Дневники путешествия 1907 г. / Институт китаеведения АН СССР. — М.: Издательство восточной литературы, 1958. — 312 с. — (Русские путешественники в странах Востока). — 12 000 экз.

- По Корее. Путешествия 1885 - 1896 гг. Сборник / Институт востоковедения АН СССР. — М.: Издательство восточной литературы, 1958. — 292 с. — (Русские путешественники в странах Востока). — 3000 экз.

- Хожение купца Федота Котова в Персию / Публикация Н. А. Кузнецовой. Институт востоковедения АН СССР. — М.: Издательство восточной литературы, 1958. — 112 с. — (Русские путешественники в странах Востока). (в пер., суперобложка)
  - Полное название рукописи — «О путешествии из Москвы в Персидское царство, из Персии в Турецкую землю, в Индию и Урмуз через Белое море, куды немцы приплывают на кораблях». Описано путешествие в Персию в 1623-1624 годах.

### Издательство «Наука», ГРВЛ
- Назаров Ф. Записки о некоторых народах и землях средней части Азии / Текст подготовил В. А. Ромодин; примечания В. А. Ромодина и В. А. Урвалова; указатели и карта составлены В. А. Урваловым. Институт народов Азии АН СССР. — М.: Наука (ГРВЛ), 1968. — 80 с. — (Русские путешественники в странах Востока). — 15 000 экз.